# پیچفورک (وبگاه)
پیچفورک مدیا (به انگلیسی: Pitchfork Media) که به اختصار پیچفورک هم شناخته می‌شود، یک مجله موسیقی برخط است که به انتشار نقدهای موسیقی، اخبار و مصاحبه با هنرمندان می‌پردازد و بیشتر بر روی موسیقی ایندی راک تمرکز شده، جدا از ایندی راک، سبک‌های دیگر مانند متال، هیپ‌هاپ، موسیقی اکسپریمنتال، فولک، جَز، دنس و پاپ را هم را هم پوشش می‌دهد. علاوه بر بررسی آلبوم‌های جدید، به بررسی آلبوم‌هایی که دوباره منتشر شدند هم می‌پردازد و در کنار آن مجموعه‌های جعبه‌ای را هم ارزیابی می‌کند.
این سایت برخی فهرست‌ها مانند «بهترین آلبوم‌های دهٔ ۷۰» و «بهترین آهنگ‌های دههٔ ۶۰» را هم منتشر می‌کند.